# Reggie Young
Reggie Grimes Young Jr., född 12 december 1936, död 17 januari 2019, var en amerikansk musiker. Han var huvudgitarrist i Memhpis Boys, husbandet i den amerikanska skivstudion American Sound Studio och är mest känd som studiomusiker.
Han spelade på inspelningar för bland andra Elvis Presley, Joe Cocker, Dobie Gray, Joe Tex, Merrilee Rush, B.J. Thomas, John Prine, Dusty Springfield, Herbie Mann, J.J. Cale, Jimmy Buffett, Dionne Warwick, Roy Hamilton, Willie Nelson, Waylon Jennings, the Box Tops, Johnny Cash, Jerry Lee Lewis, Merle Haggard, Joey Tempest, George Strait och The Highwaymen. 
I början av 90-talet tog Young en paus från studioarbetet för att spela med supergruppen The Highwaymen, bestående av Johnny Cash,  Waylon Jennings, Willie Nelson och Kris Kristofferson.